# Alt Saona
L'Alt Saona (70) (en francès Haute-Saône) és un departament francès situat a la regió de Borgonya - Franc Comtat.

## Història
El departament de l'Alt Saona va ser creat per la llei de 22 de desembre de 1789, a partir d'una part de l'antiga província del Franc Comtat.

## Municipis
- Athesans-Étroitefontaine